# 益子邦洋
益子 邦洋（ましこ くにひろ、1948年 - ）は、日本の医学者、医師。専門は救急医学、外傷外科学、消化器外科学、胸部外科学。医学博士。
南多摩病院病院長、日本医科大学名誉教授、元日本医科大学千葉北総病院救命救急センター長、元日本医科大学付属病院高度救命救急センター長。

## 人物
消化器外科医・胸部外科医を経て救急医となる。
警察庁長官狙撃事件で事件の被害者である國松孝次が搬送された際には第1助手として緊急手術に参加した（執刀医は当時日本医科大学付属病院高度救命救急センター長を務めていた辺見弘）。
辺見弘の後任として日本医科大学付属病院高度救命救急センター長を務めていたが、日本医科大学多摩永山病院に異動となった同じく助教授である横田裕行の後任部長として日本医科大学千葉北総病院救命救急部に赴任。ドクターヘリ事業の立ち上げを松本尚と行う。

## 略歴
- 1948年：茨城県生まれ[2]
- 1973年8月：日本医科大学医学部卒業[3]
- 1973年12月：日本医科大学第三外科学教室入局[3]
- 1976年4月：日本医科大学第三外科学教室助手、日本医科大学付属病院胸部外科医員[3]
- 1978年1月：日本医科大学付属病院救命救急センター出向[3]
- 1983年5月：日本医科大学救急医学教室助手、日本医科大学付属病院救急医学科医員[3]
- 1983年6月：日本医科大学救急医学教室助手、日本医科大学付属病院救急医学科医局長[3]
- 1984年10月：日本医科大学救急医学教室講師[3]
- 1991年4月：日本医科大学救急医学教室助教授[3]
- 1995年7月：日本医科大学救急医学教室助教授、日本医科大学付属病院高度救命救急センター部長[3]
- 1997年9月：日本医科大学救急医学教室助教授、日本医科大学千葉北総病院救命救急部部長[3]
- 1999年5月：日本医科大学救急医学教室助教授、日本医科大学千葉北総病院救命救急センター長[3]
- 2004年4月：日本医科大学救急医学教室教授、日本医科大学千葉北総病院救命救急センター長[3]
- 2013年4月：日本医科大学救急医学教室教授、日本医科大学千葉北総病院副院長・救命救急センター長[3]
- 2014年3月：日本医科大学を定年退職[3]
- 2014年4月：南多摩病院院長[1]